# Smal sumplöpare
Smal sumplöpare (Patrobus assimilis) är en skalbaggsart som beskrevs av Maximilien de Chaudoir 1844. Smal sumplöpare ingår i släktet Patrobus, och familjen jordlöpare. Arten är reproducerande i Sverige.